# Relaciones Estados Unidos-Perú
Las Relaciones Estados Unidos-Perú (en inglés: United States-Peru relations) se refieren a las relaciones entre los Estados Unidos de América y la República del Perú. Ambos son miembros del Foro de Cooperación Económica Asia-Pacífico (APEC) y de la Organización de los Estados Americanos (OEA).
Perú mantiene relaciones diplomáticas desde comienzos del siglo XIX. En 1824 se nombró su primer cónsul de los Estados Unidos en Lima, William Tudor único representante en el Perú hasta 1827.

## Relaciones económicas
En materia económica, Estados Unidos y Perú actualmente tienen un tratado de libre comercio suscrito el 12 de abril de 2006 que entró en vigencia el 1 de febrero de 2009. Anteriormente Perú contaba con preferencias arancelarias otorgadas por los Estados Unidos desde 1991 hasta el 2010.
En el año 2023, Estados Unidos fue el segundo socio comercial de las exportaciones peruanas representado 9 mil 125 millones de dólares.

## Migración
Estados Unidos representa el 31,4% de la emigración internacional de peruanos al 2013. En el 2016, la presencia de peruanos migrantes no autorizados en Estados Unidos es de 75.000.
En el caso de los estadounidenses, representa el 12.4% de los inmigrantes en el Perú en 2012. Los estadounidenses son la cuarta comunidad extrajera con 1,0% (13 mil 444) de los residentes extranjeros en el Perú.
Desde 2014, Perú inició el proceso para la exención de visa a los Estados Unidos.

## Visitas de alto nivel
Visitas de alto nivel de los Estados Unidos al Perú
- Presidente George W. Bush (2002, 2008)[10]
- Presidente Barack Obama (2016)
- Presidente Joe Biden (2024)[11]

Visitas de alto nivel del Perú a los Estados Unidos
- Presidente Pedro Castillo (2021, junio y septiembre de 2022)[12][13][14]
- Presidenta Dina Boluarte (2023)[15]

## Misiones diplomáticas
- Estados Unidos tiene una embajada en Lima y una agencia consular en Cuzco.[16]
- Perú tiene una embajada en Washington D. C. y consulados-generales en Atlanta, Boston, Chicago, Dallas, Denver, Hartford, Houston, Los Ángeles, Miami, Nueva York, Paterson, Phoenix, Salt Lake City y San Francisco.

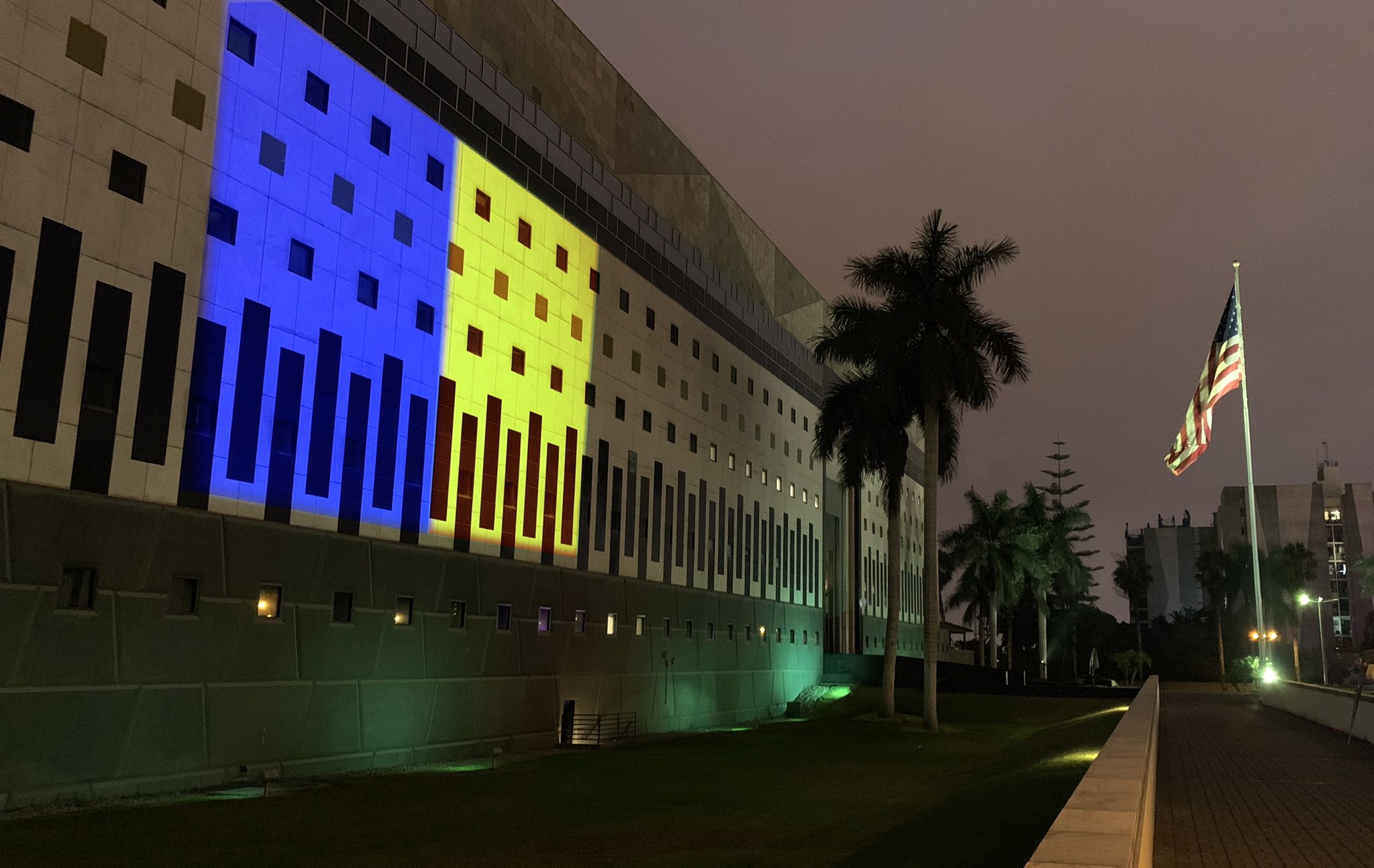
Embajada de Estados Unidos en Lima

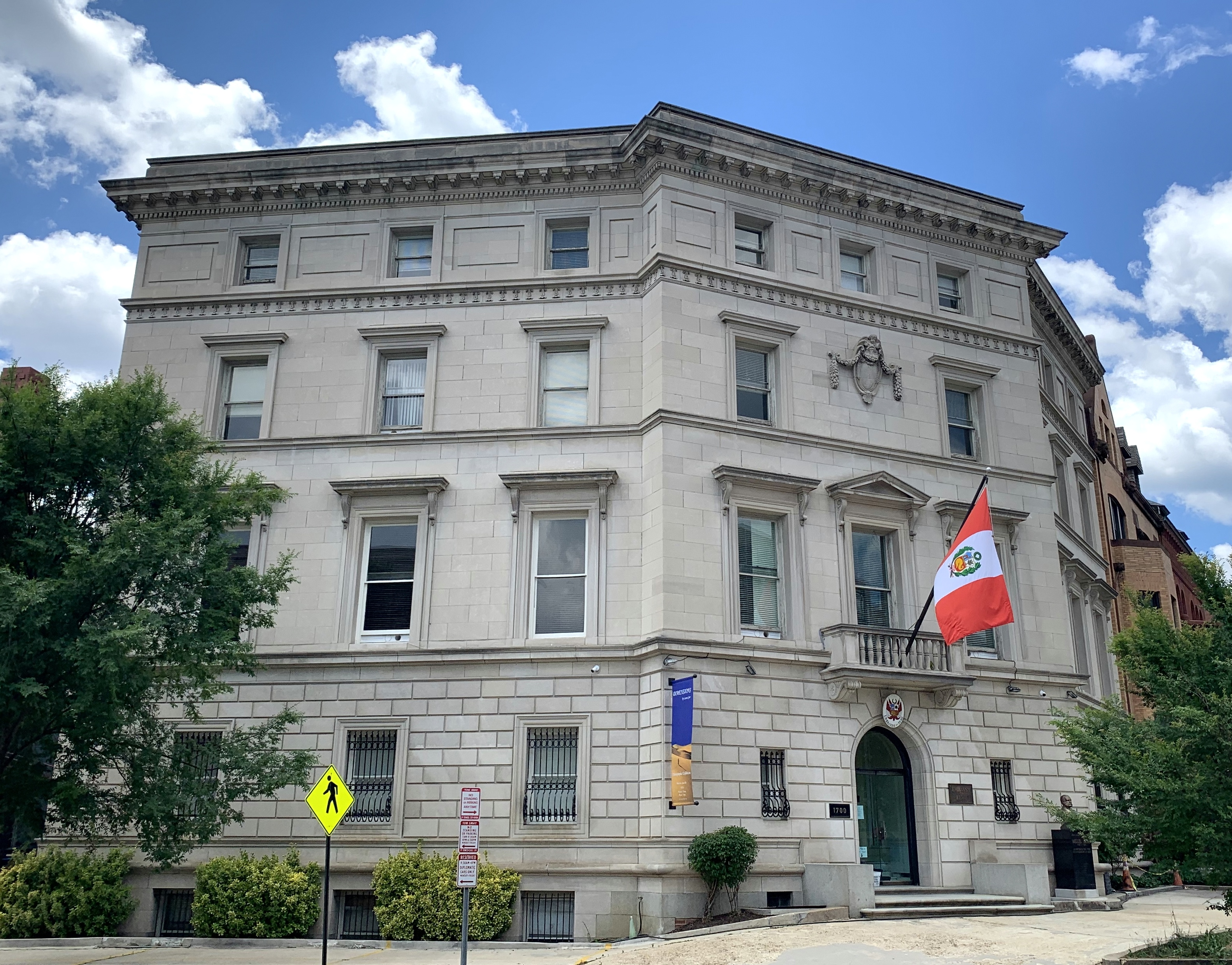
Embajada del Perú en Washington, D.C.
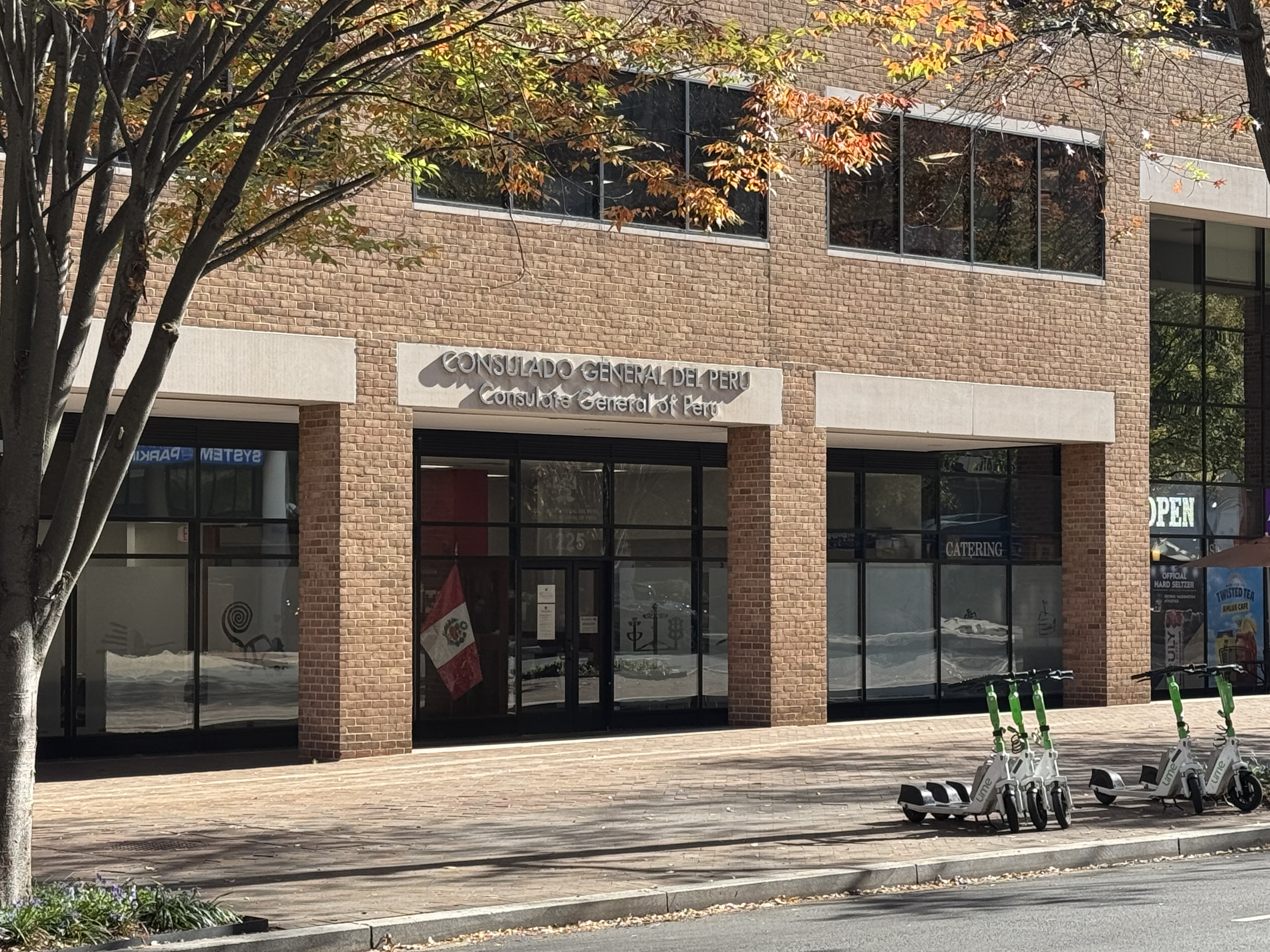
Consulado-General en Washington, D.C.
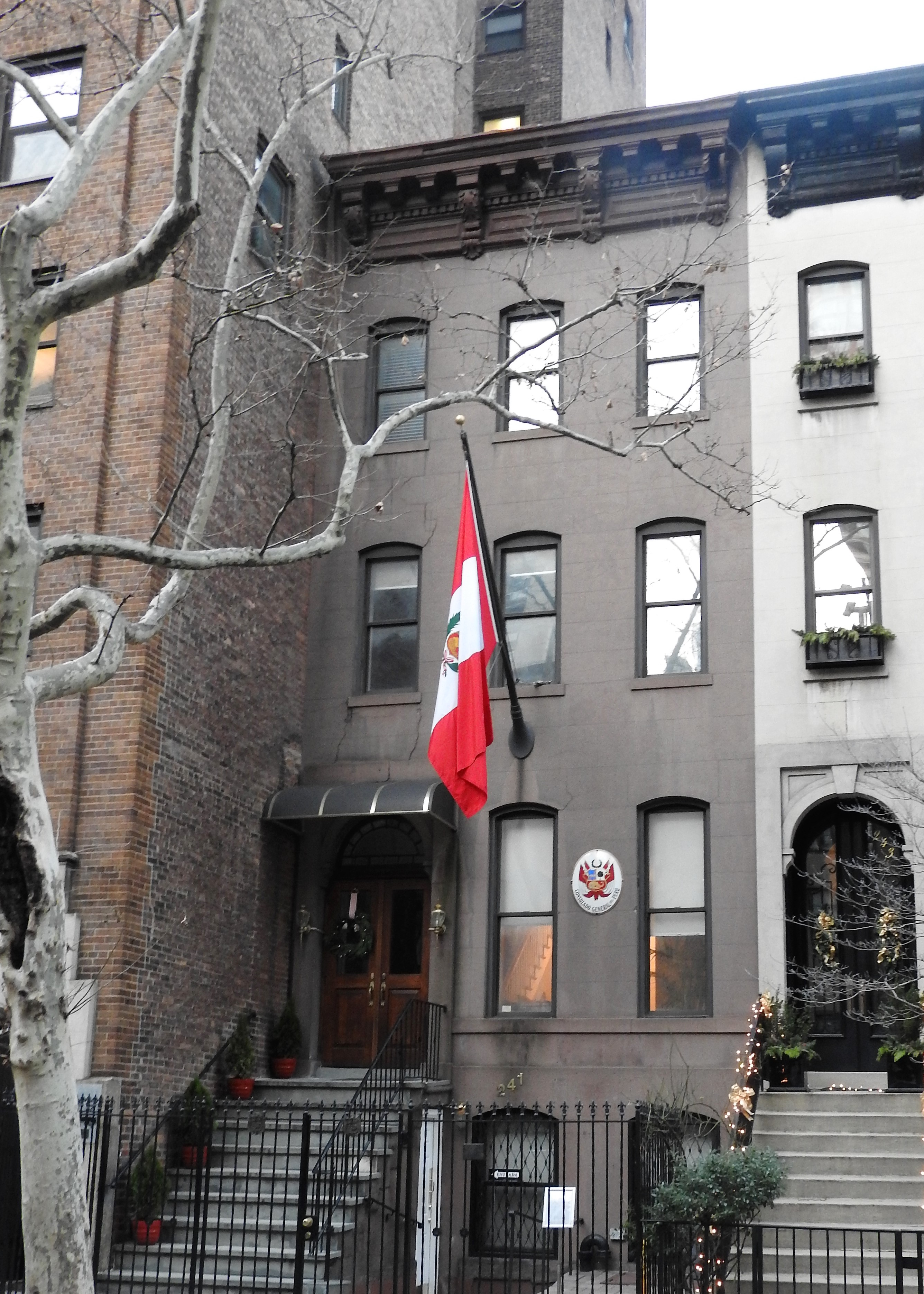
Consulado-General del Perú en Nueva York